# Pirates of the Caribbean – Am Ende der Welt
Pirates of the Caribbean – Am Ende der Welt (ugs. Fluch der Karibik 3, Originaltitel Pirates of the Caribbean: At World’s End) ist ein US-amerikanischer Piratenfilm von Regisseur Gore Verbinski aus dem Jahr 2007, der sowohl in den deutschen als auch in den US-amerikanischen Kinos am 24. Mai 2007 anlief. Der Film ist nach Fluch der Karibik aus dem Jahr 2003 und Pirates of the Caribbean – Fluch der Karibik 2 aus dem Jahr 2006 der dritte Film der Pirates-of-the-Caribbean-Saga. Er ist eine Co-Produktion von Walt Disney Pictures und Jerry Bruckheimer Films im Verleih der Buena Vista International.
Die Filmreihe basiert auf einer Themenfahrt, die im Disneyland Resort am 18. März 1968 eröffnet wurde. Pirates of the Caribbean gilt als eine der beliebtesten und bekanntesten Disney-Attraktionen. Von 2007 bis 2018 galt der Film mit einem Budget von 300 Millionen US-Dollar als der teuerste Film aller Zeiten. 2018 wurde dieser Rekord von Avengers: Infinity War eingestellt, 2019 von Avengers: Endgame übertroffen.

## Handlung
Will Turner, Elizabeth Swann und Hector Barbossa wollen den Piraten Captain Jack Sparrow befreien, der im vorigen Film von einem Riesenkraken in die Unterwelt gezogen worden war. Um ihn zu finden, benötigen sie eine besondere Karte, die sie in das Reich der Toten führen soll. Sie erhoffen sich, diese in Singapur von dem Piraten Sao Feng zu erhalten, ferner erbitten sie von ihm ein Schiff sowie eine Crew, um die Reise antreten zu können. Sao Feng jedoch gibt sich zunächst stur. Will, der insgeheim das Ziel verfolgt, seinen Vater mit Hilfe der Black Pearl zu befreien, gelingt es jedoch, die benötigten Dinge auszuhandeln.
Mit Hilfe der Karte finden sie Jack in der Unterwelt wieder und entfliehen mit ihm zurück in die Welt der Lebenden. Kurz darauf tauchen jedoch Sao Feng, der in Singapur mit Will die Übernahme der Black Pearl vereinbart hatte, um seinen Vater an Bord der Flying Dutchman zu befreien, sowie Lord Cutler Beckett, der Anführer der East India Trading Company (Britischen Ostindien-Kompanie), auf. Will, Sao Feng und Beckett wollen jeweils den Besitz der Black Pearl erlangen, was jedoch keinem von ihnen gelingt. Dennoch tauschen Beckett und Jack bei dem Aufeinandertreffen der Endeavour und der Black Pearl ihre Interessen aus und vereinbaren kurzfristige gegenseitige Unterstützung unter dem Motto ‘Es geht nur ums Geschäft’: Jack und die Crew der Black Pearl können ebenso wie Sao Feng fliehen. Dieser nimmt allerdings Elizabeth mit, in der er die an Menschengestalt gebundene Meeresgöttin Calypso vermutet. Sie segeln jeweils in Richtung der Schiffbruchinsel, wo ein Treffen verschiedener Piratenoberhäupter, der Piratenfürsten, stattfinden soll. Will wird daraufhin allerdings einige Zeit nach der Unterhaltung von Jack mit Beckett mit dem richtungsweisenden Kompass auf See ausgesetzt, um diesen mittels Will über den Weg zum Treffpunkt der Piratenbruderschaft zu informieren, da Beckett durch den Besitz des Herzens von Davy Jones und seine daraus resultierende Kontrolle über diesen Jacks Seele vor ihm schützen kann. Beckett selbst kann dadurch die gesamte Flotte der East India Trading Company die Pirateninsel ansteuern lassen und Jack wird Will dabei noch des Hochverrates anklagen können.
In der Nacht wird Sao Feng bei einem Angriff der Flying Dutchman, Davy Jones’ Schiff, getötet. Vor seinem Tode ernennt er Elizabeth zum Kapitän und zu seiner Nachfolgerin als Piratenfürst. Kurz darauf wird die Crew auf der Flying Dutchman festgesetzt, wo Elizabeth auf James Norrington trifft, den sie aus vergangenen Tagen kennt. Norrington befreit Elizabeth und ihre Crew und verhilft ihr zur Flucht auf das im Schlepptau befindliche Schiff. Dabei wird er von Stiefelriemen-Bill, Wills Vater, getötet, dessen Persönlichkeit allmählich schwindet.
Auf der Black Pearl erfahren unterdessen Jack und Barbossa von Tia Dalma, dass es eigentlich die Aufgabe von Davy Jones und der Flying Dutchman ist, die Seelen derer, die auf See sterben, ins Jenseits überzusetzen. Da Davy Jones diese Aufgabe jedoch vernachlässigt hat, wurden er und seine Crew bestraft, indem sie die Gestalt von Meerestieren mit menschlichen Eigenschaften annahmen und ihre Erinnerungen verlieren. Kurz darauf stellt sich heraus, dass Tia Dalma in Wahrheit die in einem menschlichen Körper gefangene Meeresgöttin Calypso ist.
Auf der Schiffbruchinsel versammeln sich die Piratenfürsten, die aus aller Welt kommen und zu denen Barbossa, Jack Sparrow und nun auch Elizabeth Swann gehören. Es wird diskutiert, ob die Göttin Calypso aus ihrem menschlichen Körper befreit werden soll, um den Piraten im Kampf gegen Davy Jones und Lord Beckett zu helfen. Sparrow bezweifelt, dass die Göttin gut auf die Piratenfürsten zu sprechen sein würde, da es dieser Rat der Piratenfürsten war, der die Göttin in einen menschlichen Körper verbannte, um die Meere für sich zu haben und nicht mehr unter der Aufsicht Calypsos stehen zu müssen. Nach einigen Diskussionen entscheidet Elizabeth, die mit Jacks Hilfe zur Königin der Piraten gewählt wurde, dass die Piraten gegen Jones und Beckett in den Krieg ziehen.
Die East India Trading Company hat inzwischen mit Will Turners beziehungsweise mit Jacks indirekter Hilfe die Schiffbruchinsel gefunden und rückt mit einer großen Flotte unter der Führung von Lord Becketts Flaggschiff Endeavour an. Bevor es zum Kampf kommt, treffen sich Beckett, Will und Davy Jones mit Jack, Elizabeth und Barbossa auf einer Sandbank, um zu verhandeln. Jack Sparrow wird gegen Will Turner ausgetauscht, nachdem Beckett offenbart hat, dass Jack eigentlich dafür verantwortlich ist, dass die Company die Schiffbruchinsel entdecken konnte. Barbossa nimmt Jack aber noch seine 8-Reales-Münze ab, die für die Befreiung Calypsos erforderlich ist.
Barbossa befreit an Bord der Black Pearl Calypso aus der Gestalt der Tia Dalma mit einem magischen Ritual, wofür von jedem Piratenfürsten ein bestimmter Gegenstand benötigt wird. Noch bevor sie sich verwandeln kann, verrät Will Turner ihr allerdings noch, dass Davy Jones es war, der ihre Gefangenschaft erst möglich gemacht hat. Da Calypso und Davy Jones einander einst liebten, wird ihr der Verrat klar, und vor Wut erzeugt sie einen riesigen Strudel, in dem sich schließlich die Besatzungen der Flying Dutchman und der Black Pearl einen Kampf liefern.
Im Laufe der Schlacht erbeutet Jack die Truhe mit dem Herz von Davy Jones sowie deren Schlüssel. Will und Elizabeth werden während der Schlacht von Kapitän Barbossa getraut. Schließlich versetzt Davy Jones mit einem Schwert Will Turner einen Stoß in die Brust. Um Will noch zu retten, führt Jack mit dessen Hand den Stich in Davy Jones’ Herz aus. Dadurch wird Davy Jones getötet und Will zum neuen Kapitän der Flying Dutchman. Nachdem der tote Davy Jones über Bord gestürzt ist, verschwindet der Strudel. Da die Flying Dutchman nun einen neuen Kapitän hat, erhält die Mannschaft ihr menschliches Aussehen zurück.
Unterdessen nimmt die Endeavour Fahrt auf, um die Black Pearl anzugreifen. Die Endeavour wird allerdings von der Black Pearl sowie der wieder an die Oberfläche zurückgekehrten Flying Dutchman versenkt. Beckett verweigerte zuvor einen Angriffsbefehl seinerseits und nimmt dabei auch seinen eigenen Tod in Kauf. Daraufhin tritt die Flotte der East India Trading Company den Rückzug an.
Will bietet seinem Vater die Freiheit an, dieser entscheidet sich jedoch, weiter an Bord der Flying Dutchman bei seinem Sohn zu bleiben. Will darf nun als Kapitän der Flying Dutchman nur noch alle zehn Jahre einen Tag an Land verbringen. Diesen verbringt er zusammen mit Elizabeth. Bevor er aufbricht, gibt er Elizabeth die Truhe, in der sich nun sein Herz befindet.
Barbossa und die Crew der Black Pearl lassen Jack mit einem kleinen Boot in Tortuga zurück. Barbossa will mit einer Karte den legendären Jungbrunnen finden. Diesen wichtigen Teil der Karte hat Jack allerdings zuvor entwendet, der sich nun seinerseits auf die Suche nach dem Jungbrunnen macht.
Nach dem Abspann wird gezeigt, wie zehn Jahre später Elizabeth und ihr Sohn an einer Klippe stehen und auf Will warten, der sich mit der Flying Dutchman der Küste nähert.

## Entstehung
| Figur                       | Darsteller        | Deutscher Sprecher     |
| --------------------------- | ----------------- | ---------------------- |
| Captain Jack Sparrow        | Johnny Depp       | Marcus Off             |
| William „Will“ Turner       | Orlando Bloom     | Matthias Deutelmoser   |
| Elizabeth Swann             | Keira Knightley   | Giuliana Jakobeit      |
| Captain Davy Jones          | Bill Nighy        | Hans-Jürgen Dittberner |
| Admiral James Norrington    | Jack Davenport    | Thomas Nero Wolff      |
| Tia Dalma/Calypso           | Naomie Harris     | Vera Teltz             |
| Captain Hector Barbossa     | Geoffrey Rush     | Martin Umbach          |
| Captain Sao Feng            | Chow Yun-Fat      | Leon Boden             |
| Joshamee Gibbs              | Kevin McNally     | Bert Franzke           |
| Governor Weatherby Swann    | Jonathan Pryce    | Lutz Riedel            |
| Lord Cutler Beckett         | Tom Hollander     | Axel Malzacher         |
| „Stiefelriemen“ Bill Turner | Stellan Skarsgård | Roland Hemmo           |
| Pintel                      | Lee Arenberg      | Jan Spitzer            |
| Lieutenant Theodore Groves  | Greg Ellis        | Nicolas Böll           |
| Ian Mercer                  | David Schofield   | Ernst Meincke          |
| Captain Teague              | Keith Richards    | Reiner Schöne          |

Teil 2 und 3 der Saga wurden mit einem Budget von ca. 220 Millionen US-Dollar seit März 2005 zusammen gedreht, um Kosten zu sparen. Die Dreharbeiten von Teil 3 wurden aufgrund des Filmstarts des zweiten Teils für einige Zeit unterbrochen und erst im August 2006 fortgesetzt. Drehorte waren die Bahamas, Dominica, Los Angeles, Santa Clarita und die Walt Disney Studios, Burbank in Kalifornien. Laut Produzent Jerry Bruckheimer sorgte das eigenwillige Wetter auf den Bahamas für viele technische Probleme und zog so eine starke Verlängerung der Dreharbeiten nach sich. Durch Nachdrehs stieg das Budget von Teil 3 Berichten zufolge auf bis zu 350 Millionen US-Dollar.
Die visuellen Effekte werden unter anderem von Industrial Light & Magic (ILM) realisiert. Unter anderem wurde ein riesiger Strudel mit Hilfe von Computertechnik generiert. Der Rolling-Stones-Gitarrist Keith Richards spielt Captain Teague, der Hüter des Kodex und Jack Sparrows Vater ist. Dies ist eine Hommage an Johnny Depps Aussage nach dem ersten Teil, dass er seine Interpretation der Rolle des Jack Sparrow unter anderem an Richards orientiert hätte.
Die deutschsprachige Synchronisation entstand bei der FFS Film- & Fernseh-Synchron in Berlin nach einem Dialogbuch von Simon Jäger, der auch Dialogregie führte. Wie bei den ersten beiden Teilen übernahm erneut Marcus Off die Synchronisation von Depp. Teil drei verwendet in Deutschland erstmals nicht den bisherigen Reihentitel Fluch der Karibik, sondern erschien stattdessen unter dem englischen Titel Pirates of the Caribbean.

## Veröffentlichung
Der Film spielte an seinem Starttag, dem 24. Mai 2007, weltweit 58 Mio. US-Dollar ein. Am ersten Wochenende (26/27. Mai 2007) wurden innerhalb der Vereinigten Staaten Einnahmen in Höhe von 115 Mio. Euro verbucht. Weltweit spielte der Film 332 Mio. US-Dollar am Startwochenende ein. Diese Bilanz macht Pirates of the Caribbean – Am Ende der Welt zum zweiterfolgreichsten Film am Starttag sowie Startwochenende, allein Spider-Man 3 erreichte wenige Wochen vorher mit 59 bzw. 382 Mio. US-Dollar in beiden Kategorien ein höheres Ergebnis. Bis zum 14. August 2007 spielte der Film insgesamt 954 Mio. US-Dollar ein und zum 29. September 2007 sind bereits 960,616,964 US-Dollar in die Kassen gespült worden. Ein weiterer Rekord wurde aufgestellt, als 20 Tage nach Kinostart außerhalb der Vereinigten Staaten 500 Millionen US-Dollar eingespielt worden waren, was bisher noch keinem Film vorher gelungen war.
Der Film ist mit 961 Mio. US-Dollar in der Liste erfolgreicher Filme auf Platz 62 (Stand: 31. Dezember 2024).
Am 14. März 2010 wurde der Film erstmals im deutschsprachigen Free-TV gezeigt. Die Ausstrahlung erfolgte auf ProSieben und auf ORF eins und erreichte eine Einschaltquote von 40 Prozent in der werberelevanten Zielgruppe auf ProSieben. Dabei wurde die nach dem Abspann laufende Szene aus Versehen auf dem deutschen Privatsender nicht gesendet, jedoch auf dem österreichischen öffentlich-rechtlichem Sender schon.

## Rezeption

### Auszeichnungen
Bei den Teen Choice Awards wurde Pirates of the Caribbean – Am Ende der Welt am 26. August 2007 als Bester Film – Action-Abenteuer ausgezeichnet. Johnny Depp gewann den Preis zudem in der Kategorie Bester Schauspieler – Action-Abenteuer, ebenso Keira Knightley als Beste Schauspielerin – Action-Abenteuer. Der Preis für den Besten Bösewicht ging an Bill Nighy. Bei den Satellite Awards 2007 wurden die Tonmeister des Films für einen Preis nominiert.
Außerdem wurde der Film in den Kategorien Beste visuelle Effekte und Bestes Make-up für den Oscar nominiert.

### Kritiken
Fluch der Karibik 3 erhielt ein eher schlechtes Presseecho, was sich auch in den Auswertungen US-amerikanischer Aggregatoren widerspiegelt. So erfasst Rotten Tomatoes mehrheitlich kritische Besprechungen und ordnet den Film dementsprechend als „Gammelig“ ein. Laut Metacritic fallen die Bewertungen im Mittel „Gemischt oder Durchschnittlich“ aus.
Cammila Collar erwartete im AllMovie-Guide, dass der Film das Publikum spalte. Zwar knüpft er an die verwirrenden und langweiligen Handlungsfäden des zweiten Teils an, aber bringt sie zumindest zu einem echten Abschluss. Dabei hob sie besonders die spaßige Action sowie die vielen Bezüge zum Piratentum hervor. Andererseits machten viele Grausamkeiten den Film sogar noch weniger kindgerecht als seine Vorgänger.

„Das große Finale von Disneys Piraten-Saga Fluch der Karibik hält seine Fans ein ums andere Mal viel zu lange hin und hinterlässt am Ende nur noch einen bitteren Nachgeschmack.“

„Der dritte Teil läuft ziemlich aus dem Ruder, spinnt noch mehr Seemannsgarn und verheddert sich darin, statt es aufzuspulen.“

„Mitunter allzu wortreich, unterhält das Piraten-Spektakel mit opulenten und tricktechnisch originellen Schauwerten. Dabei rundet sich die Vielzahl an Figuren und reizvollen Handlungssträngen aber nicht zu einer dramaturgischen Einheit.“

Der Film provozierte den britischen Filmkritiker Mark Kermode in seiner wöchentlichen BBC-Radiosendung zu eine seiner berühmtesten Wutreden:

„Sie haben den Film ohne fertiges Drehbuch abgedreht und landeten einfach nur bei Stückwerk mit einem Haufen Spezialeffekten. […] Und dann gibt es da das meisterhafte Talent Irr-Lando Fad […] Er ist so lasch, er ist so lahmarschig, so komplett wirkungslos. Niemand schert sich um ihn. […] Keira Knighley spielte schon immer eine hölzern, aber das hier ist ein versteinerter Wald der Hölzernheit. Man könnte wirklich ein schickes Keira-Möbel aus ihrer Darstellung schreinern. Uns wenn sie mit Irr-Lando Fad zusammenkommt, ist das als würden sich zwei Stühle paaren. Man will seinen Lack heraus holen und das Ganze lackieren.“

## Fortsetzungen
Zwar war dieser Film als letzter Teil der Serie angekündigt, jedoch deuteten bereits sowohl die letzte Filmszene, als auch die Epilogszene eine Fortsetzung an. Im Jahr 2008 wurde dann auch ein vierter Teil bestätigt. Am 11. September 2009 wurde der Titel dieses vierten Films mit Pirates of the Caribbean: On Stranger Tides bekanntgegeben. Der Titel in Verbindung mit der Schlussszene des dritten Teils legten früh den Schluss nahe, dass die Handlung des Films auf Tim Powers’ Roman In fremderen Gezeiten (Originaltitel: On Stranger Tides) basieren wird, in dem Piraten um die Entdeckung des Jungbrunnens wetteifern.
Gore Verbinski übernahm im vierten Teil jedoch nicht wieder die Regie. Auch Orlando Bloom und Keira Knightley wirkten nicht wieder mit. Im Film kehren jedoch Geoffrey Rush als Captain Hector Barbossa sowie Kevin McNally als Jacks erster Maat Joshamee Gibbs wieder. Ian McShane als Pirat Blackbeard und Penélope Cruz als dessen Tochter kamen neu zum Cast hinzu. Die Rolle des Jack Sparrow wurde wieder von Johnny Depp verkörpert, nachdem er eine Spitzengage von über 33 Millionen US-Dollar angeboten bekam. Depp wurde aber im vierten Teil nicht wie in den ersten drei Teilen vom deutschen Synchronsprecher Marcus Off synchronisiert, sondern von Johnny Depps Stammsynchronsprecher David Nathan, aufgrund interner Streitigkeiten. Der von Rob Marshall inszenierte Film startete am 19. Mai 2011 in den deutschen Kinos.
Der fünfte Teil Pirates of the Caribbean: Salazars Rache (Pirates of the Caribbean: Dead Men Tell No Tales) war für Sommer 2015 geplant. Aufgrund geforderter Veränderungen am Skript und des Misserfolgs von Lone Ranger wurde dieser Termin jedoch verworfen. Stattdessen kam der Film nun erst am 25. Mai 2017 ins Kino.

## Trivia
Alle im Kampf gegen die East India Trading Company gezeigten Flaggen gehören zu namhaften Piraten: „Calico Jack“ Rackham (Flagge der Black Pearl), Madame Ching, Edward England, Edward Low oder „Black Sam“ Bellamy (selbe Flagge), Bartholomew Roberts und die Flagge, welche seinem Untergebenen Christopher Moody fälschlicherweise zugeschrieben wird.
Es ist umstritten, ob die Szene, in der die Crew der Black Pearl das Schiff zum seitlichen Schaukeln bringt, bis es kippt und kieloben im Wasser treibt, physikalisch unter den dargestellten Bedingungen mit einem Schiff dieser Ära in dem dargestellten Zeitraum möglich ist. Während zwei Mitglieder der US Naval Academy Annapolis dies für möglich halten und auch erwähnen, dass ein ähnliches Vorgehen der Crew, das Schiff durch Hin- und Herlaufen zum Schaukeln zu bringen, für das schwedische Segelschiff Vasa überliefert ist, weist A.E. Stengler (Astrophysiker, Universität Cambridge, England) darauf hin, dass das Losmachen der Kanonen und anderer schwerer Gegenstände unter Deck der gewünschten Resonanz entgegenwirkt und die Schaukelbewegung bremst.